# St. Anton (Braniewo)

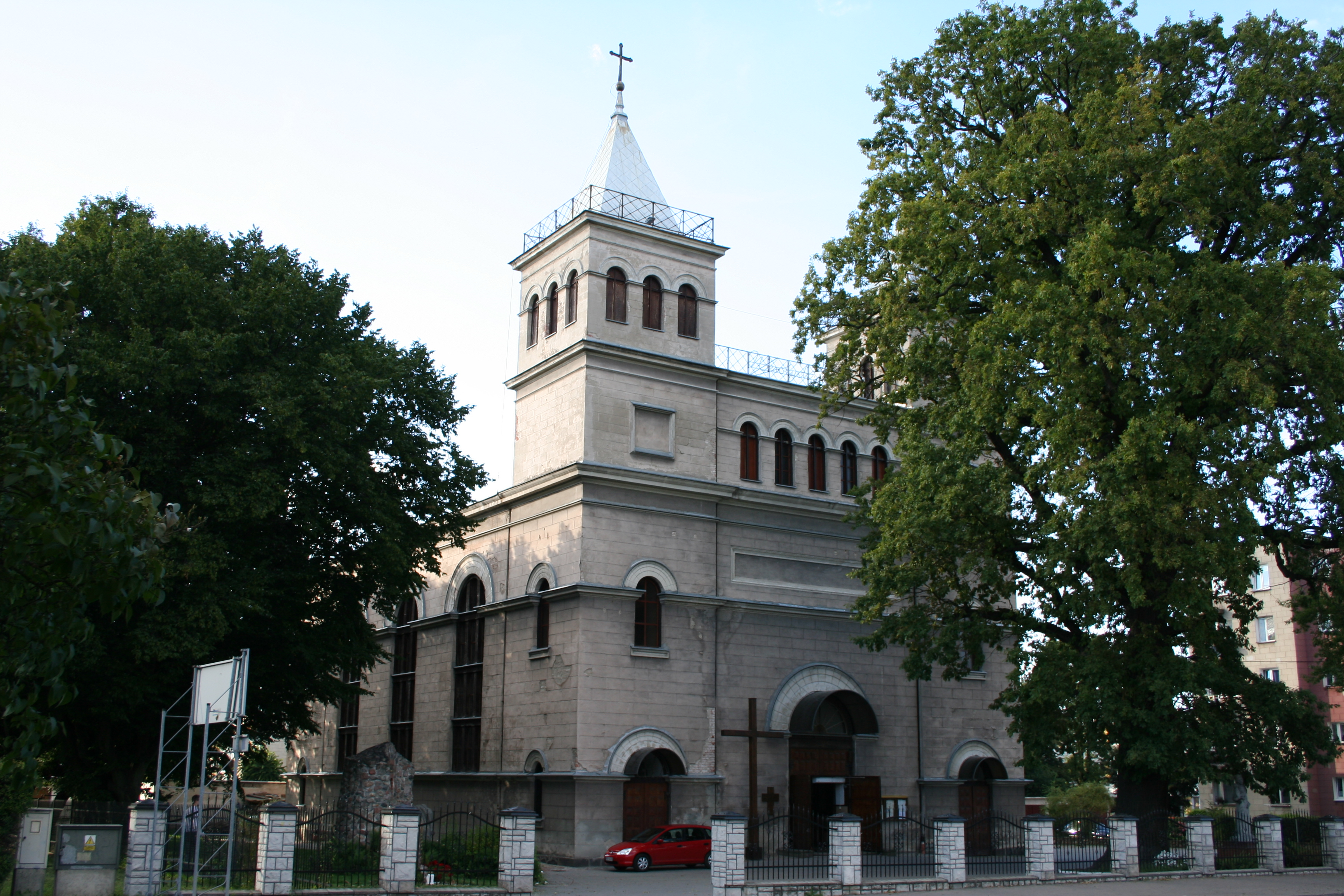
St. Anton in Braunsberg

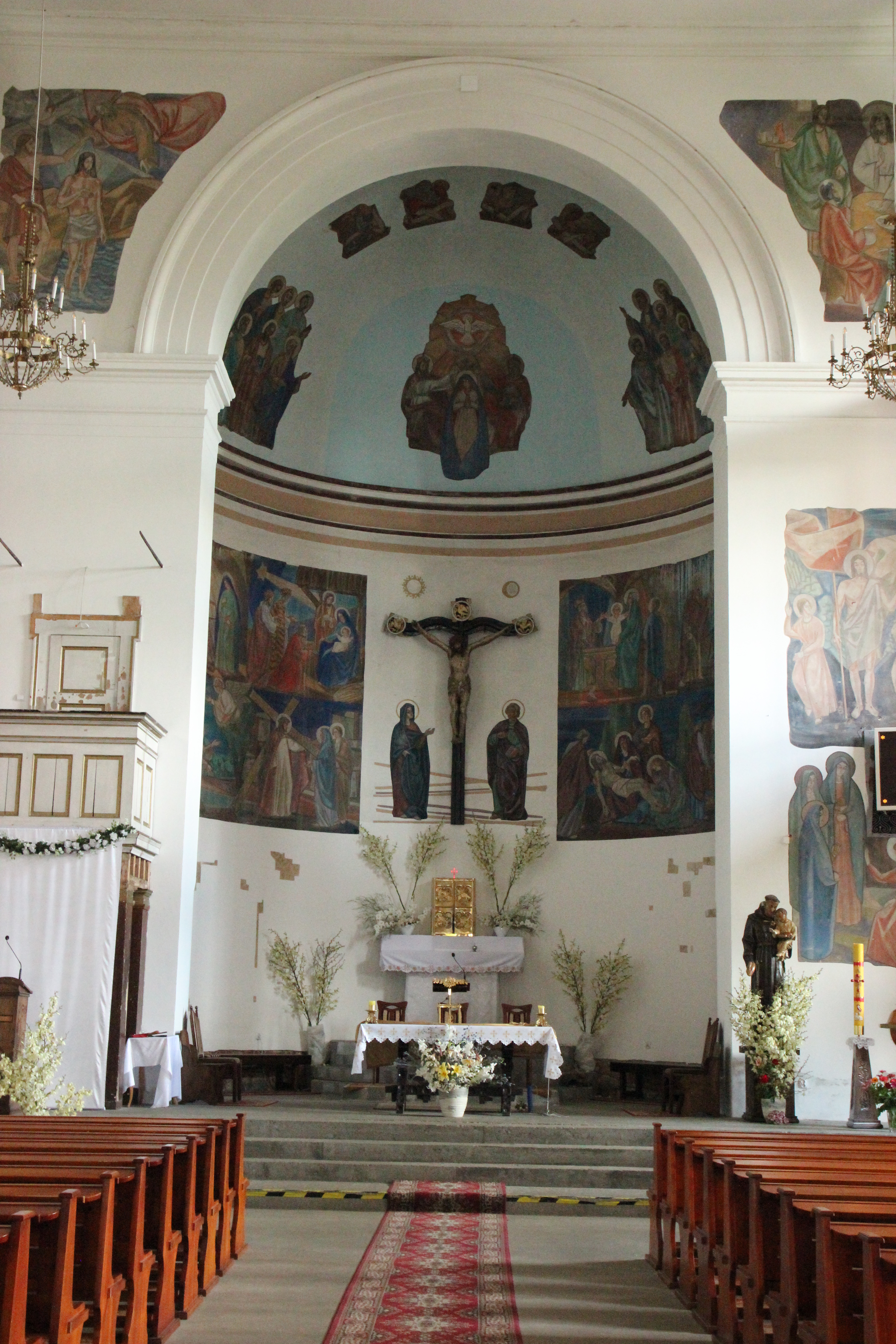
Altarraum

Die römisch-katholische Kirche St. Anton (polnisch Kościół św. Antoniego) im ermländischen Braniewo (Braunsberg) gilt als ein gutes Beispiel der großen Kirchbauten von Karl Friedrich Schinkel.

## Kirchengebäude

### Geschichte
Ein erster Entwurf wurde 1826 ausgearbeitet, ein Gegenentwurf stammt von 1826. Der Bau wurde 1830–1837 unter Aufsicht der von Schinkel geleiteten Oberbaudeputation in Berlin errichtet. Die eisernen Brüstungsgitter stammen von 1863. Bis 1945 gehörte die Kirchengemeinde zum Kirchenkreis Ermland in der Kirchenprovinz Ostpreußen der Evangelischen Kirche der altpreußischen Union. Seit der polnischen Übernahme der Region ist die Kirche von der römisch-katholischen Kirche genutzt.
In den Jahren 1896, 1937 und 1970 fanden Restaurierungsarbeiten statt.
Im Januar 2016 brach in der Kirche ein Feuer aus. Die gesamte Dacheindeckung brannte nieder, darunter auch die Holzkonstruktion des Dachgeschosses, die teilweise in das Gebäude einstürzte.

### Lage
Die Kirche befindet sich am nordöstlichen Stadtrand in der ehemaligen Königsberger Vorstadt. Der Bau mit seiner Doppelturmfront ist von der Straße abgesetzt und bildet mit den benachbarten Pfarr- und Schulhäusern ein architektonisches Ensemble.

### Bauwerk
Zum Bau der Kirche wurde am 23. Mai 1830 der Grundstein gelegt, die Einweihung erfolgte am 19. November 1837. Es handelt sich um eine Basilika im Rundbogenstil mit zwei Türmen und einen verputzten  Rechteckbau mit einem Satteldach und 3:5 Achsen. An der Frontseite sind diese Achsen zu Turmaufbauten weiterentwickelt, deren unteres Geschoss von einer den Giebel des Dachs verdeckenden Galerie verbunden sind. Alle Wände sind mit Putzquaderung versehen. Auch Sohlbank-, Kämpfer- und Traufgesimse gliedern den Bau. Das Sohlbankgesims ist im Bereich der Eingangsfassade ausgespart, um das Hauptportal als Solitärelement zu gestalten. Das große querliegende Putzfeld sollte wohl eine Inschrift tragen, die aber nie ausgeführt wurde. Nach Schinkels Planung sollten die Türme Kegeldächer tragen, jedoch wurden Zeltdächer ausgeführt.

### Kircheninneres
Zwischen den Türmen befindet sich eine Vorhalle, darüber die Orgelempore. Der Innenraum ist typologisch eine Halle zwischen Kopfbauten. Die Decke war ursprünglich kesdettiert bemalt. Das Mittelschiff ist mehr als dreimal so breit wir die Emporenschiffe, die mit Arkaden vom Hauptraum getrennt sind.

## Kirchengemeinde
Pfarrei:
Eine evangelische Kirchengemeinde wurde in Braunsberg im Jahre 1818 errichtet. Seit 1911 war sie eine mit der Kirche in Alt Passarge (polnisch Stara Pasłęka) im Kreis Heiligenbeil verbundene Kirche. Pfarrsitz war die Stadt Braunsberg, es amtierten zwei Geistliche. 1925 zählte der Sprengel Braunsberg etwa 4.500, der Spengel Alt Passarge ungefähr 300 Gemeindeglieder. Die Pfarrei gehörte bis 1945 zum Superintendenturbezirk Braunsberg im Kirchenkreis Ermland in der Kirchenprovinz Ostpreußen der Kirche der Altpreußischen Union.
Nach 1945 erlosch die evangelische Kirchengemeinde in Braniewo. Hier lebende evangelische Christen gehören zur Diözese Masuren der Evangelisch-Augsburgischen Kirche in Polen.
Kirchspielorte:
Zum Sprengel Alt Passarge gehörte vor 1945 nur das Dorf selber. Zum Sprengel Braunsberg gehörten neben der Stadt Braunsberg noch nahezu 40 Orte, Ortschaften bzw. Wohnplätze:
| Deutscher Name                 | Polnischer Name       |  | Deutscher Name                                               | Polnischer Name                                |
| ------------------------------ | --------------------- |  | ------------------------------------------------------------ | ---------------------------------------------- |
| Auhof                          | Ułowo                 |  | Marienfelde                                                  | Prątnik                                        |
| Birkmannshöfen                 | Brzeziniak            |  | Marienhöhe                                                   | Prętki                                         |
| Böhmenhöfen                    | Bemowizna             |  | Neu Passarge                                                 | Nowa Pasłęka                                   |
| Bormanshof                     | Wólka Tolkowiecka     |  | Pettelkau                                                    | Pierzchały                                     |
| Braunsberg, Klein Amtsmühle    | Bobrowiec             |  | Pilgramsdorf                                                 | Pielgrzymowo                                   |
| Fehlau                         | Wielewo               |  | Plaßwich                                                     | Płoskinia                                      |
| Groß Tromp                     | Trąby                 |  | Regitten                                                     | Rogity                                         |
| Grunenberg                     | Gronkowo              |  | Rodelshöfen                                                  | Rudłowo                                        |
| Hermannsdorf                   | Glinka                |  | Rosenort mit Schwarzdamm                                     | Różaniec mit Czarna Grobla                     |
| Huntenberg                     | Podgórze              |  | Schalmey mit: Groß Maulen, Knobloch und Lunau                | Szalmia mit: Muły, Czosnowo und Łunowo         |
| Josephsau                      | Józefowo              |  | Schillgehnen                                                 | Szyleny                                        |
| Julienhöhe                     | Biała Góra            |  | Schwillgarben                                                | Brzeszczyny                                    |
| Klein Tromp mit Schreite       | Trąbki mit NN.        |  | Schöndamerau mit: Darethenhof und: Bliżewo und: Klein Maulen | Dąbrowa mit: Dorotówka und: Bliżewo und: Mułki |
| Klenau (Dorf) und Klenau (Gut) | Klenowo und Klejnówko |  | Stangendorf mit: Kälberhaus                                  | Stępień mit: Cielętnik                         |
| Klopchen                       | Chłopki               |  | Tiedmannsdorf                                                | Chruściel                                      |
| Knorrwald                      | Podbórz               |  | Willenberg                                                   | Garbina                                        |
| Lindwald                       | Lipówka               |  | Zagern                                                       | Zawierz                                        |
| Lisettenhof                    | Elżbiecin             |  | außerdem: Albertshof Wecklitzmühle                           | Działy Wikielec                                |

Pfarrer:
An den Kirchen in Braunsberg und Alt Passarge amtierten die Pfarrer:
- August Theodor Siemienowski, 1809–1824
- Eduard Krah, 1824–1828
- Franz Theodor Leyde, 1829–1832
- Lebrecht Fredinand Bock, 1829–1845
- Carl Ludwig Wessel, 1840–1844
- Heinrich Eduard Reimann, 1845–1849
- Jacob Martin Liedke, 1846–1853
- Johann Friedrich Herrmann, 1853–1869
- Adolf Ferd. Georg Gropp, 1855–1868
- Karl Moritz A. Barkowski, 1868–1875
- Johannes Löfflad, 1869–1888
- Hermann Adolf Grunau, 1876–1877
- Friedrich Wilh. K. Kuntze, 1877–1880
- Heinrich Adolf Fischer, 1880–1893
- Ferdinand L.F. Schawaller, 1889–1911
- August A.G. Hundsdörfer, 1893–1897
- August J. Christ. Wegner, 1897–1904
- Theophil Bach, 1903
- Wilhelm Hildebrandt, 1904–1929
- Otto Eichel, 1908
- Anton Cäsar Doskocil, 1911–1913
- Ernst Grämer, 1911–1942
- Wolfgang Elmenthaler, 1912–1914
- Johannes Sattler, 1929–1945
- Herbert Knoblauch, 1937
- Walter Otto Martin Walsdorff, 1942–1945